# Сухий Байгул
Сухий Байгу́л (рос. Сухой Байгул) — село у складі Чернишевського району Забайкальського краю, Росія. Входить до складу Байгульського сільського поселення.

## Історія
Село було утворено 2014 року шляхом виділення частини села Байгул.